# Робертсоновская транслокация
Робертсоновская транслокация, или центрическое слияние, — хромосомная перестройка, при которой происходит слияние двух акроцентрических хромосом с образованием одной метацентрической или субметацентрической хромосомы. Слияние акроцентриков происходит в околоцентромерных районах, то есть в этой перестройке происходит транслокация целого плеча. Робертсоновские транслокации относятся к межхромосомным перестройкам. Робертсоновские транслокации играют роль в видообразовании, являются частым механизмом эволюции кариотипа, носительство робертсоновских транслокаций может приводить к нарушению фертильности.
Данный тип хромосомных мутаций назван по имени американского генетика насекомых Уильяма Робертсона (W. Robertson, 1881—1941), который в 1916 году при сравнении кариотипов близких видов саранчовых впервые предположил существование такого типа хромосомных перестроек.
В медицинской генетике согласно Международной системе по цитогенетической номенклатуре человека (The International System for Human Cytogenetic Nomenclature — ISCN) для робертсоновских транслокаций используется сокращение der или rob, например, der(13;14)(q10;q10) или rob(13;14)(q10;q10).

## Робертсоновские транслокации у людей
Робертсоновские транслокации являются наиболее распространённым видом хромосомных нарушений, встречающимся у людей. Частота носительства робертсоновских транслокаций составляет около 1 случая на тысячу человек. Робертсоновские транслокации у людей являются рекуррентными, то есть регулярно возникающими de novo вследствие структурных особенностей генома человека. Образование робертсоновских транслокаций, как считается, провоцируют повторы сателлитной ДНК III, находящиеся в коротких плечах акроцентриков. Частота возникновения робертсоновских транслокаций de novo является очень высокой и составляет около 4 событий на 10 тысяч гамет на поколение, это на два порядка превышает частоту возникновения мутаций, ведущих к аутосомным доминантным наследственным заболеваниям. Большинство робертсоновских транслокаций возникают во время мейоза в оогенезе.
У человека хромосомы 13, 14, 15, 21 и 22 являются акроцентрическими, и описаны все возможные комбинации робертсоновских транслокаций с их участием. У этих акроцентриков короткие плечи имеют спутники. В спутничных нитях находятся множественные повторы генов, кодирующих рибосомную РНК. Благодаря множественности повторов рДНК, потеря в перестройке коротких плеч не приводит к значимому геномному дисбалансу, поэтому робертсоновские транслокации совместимы с нормальным развитием. Участие различных акроцентриков в робертсоновских транслокациях является неравномерным, и наиболее часто встречается носительство робертсоновских транслокаций с участием хромосом 13 и 14 , 14 и 21 (rob(13q14q) и rob(14q21q), соответственно). Эти перестройки составляют около 85 % всех случаев робертсоновских перестроек у людей, при этом около 75 % случаев приходится на транслокацию rob(13q14q).
Носители робертсоновских перестроек могут испытывать проблемы с фертильностью, а их потомство болеть хромосомными болезнями. Однако зафиксирован факт практически бессимптомной передачи транслокации t(13;14) на протяжении 9 поколений одной семьи. Этой семье принадлежит здоровая фертильная женщина с 44 хромосомами, гомозиготная по данной транслокации. Носительство транслокации не сказывалось на фертильности, и в этой семье зафиксирован только один случай рождения ребёнка с трисомией по хромосоме 13.

## Робертсоновские транслокации у мышей
В нормальном кариотипе домовой мыши (Mus musculus domesticus) 40 хромосом, все из которых являются акроцентрическими. Цитогенетический анализ мышей из диких популяций, обитающих в некоторых районах Западной Европы (в Швейцарии, Италии, Испании, Германии, на острове Сицилия и др.), выявил популяции мышей с центрическими слияниями.

## Робертсоновский полиморфизм у обыкновенной бурозубки

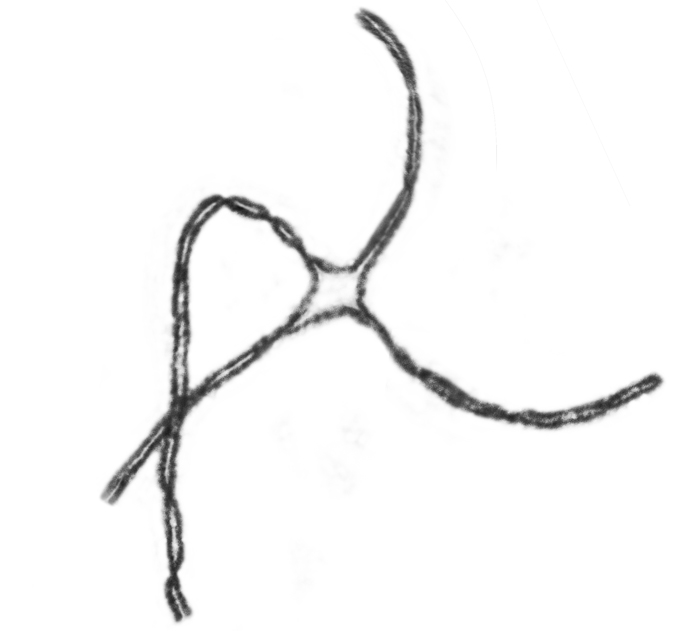
Электронно-микроскопическое изображение тетравалента в сперматоците обыкновенной бурозубки Sorex araneus из зоны контакта хромосомных рас «Москва» и «Нерусса». Четыре метацентрические хромосомы робертсоновского происхождения, гомологичные по одному плечу, формируют закрытый тетравалент в профазе I мейоза

Необычный полиморфизм по робертсоновским транслокациям наблюдается у обыкновенной бурозубки (Sorex araneus), широко расселённой по территории Евразии. В отличие от подавляющего большинства видов, у которых кариотип отличается постоянством, число хромосом в различных популяциях бурозубки варьирует от 20 до 33, хотя число хромосомных плеч (фундаментальное число) при этом не меняется и равняется 40. Цитогенетический анализ с использованием дифференциального GTG-окрашивания показал, что кариотип бурозубки состоит из инвариантной и вариабельной частей. Постоянная составляющая кариотипа бурозубки — это 3 пары метацентриков, неизменные в различных популяциях. Вариабельная часть кариотипа бурозубки состоит из 12 пар акроцентрических хромосом, составляющих различные комбинации в центрических слияниях. Группы популяций бурозубки, характеризующиеся одинаковым вариантом кариотипа и населяющих единую территорию, относят к одной хромосомной расе. Всего у бурозубки описано более 70 хромосомных рас. Разнообразие вариантов кариотипа бурозубки сформировано не только центрическими слияниями, но и реципрокными транслокациями, в которых хромосомы обменивались целыми плечами. Реципрокные полноплечевые транслокации характерны для кариотипов бурозубки, «обогащённых» метацентриками. В многочисленных зонах гибридизации гетерозиготные бурозубки имеют простые и сложные мейотические конфигурации — от тривалентов до цепочек, состоящих из 11 хромосом

## Робертсоновские транслокации в эволюции кариотипа
Робертсоновские транслокации являются частым механизмом эволюции кариотипа. Например, все 38 аутосом у собаки (Canis familiaris) являются акроцентриками, в то время как у рыжей лисицы (Vulpes vulpes), другого представителя псовых, все 16 пар аутосом являются метацентриками. Считается, что эти два вида имели общего предка примерно 10 млн лет назад. Цитогенетический анализ показал, что происхождение восьми метацентриков лисицы можно интерпретировать как продукт центрических слияний акроцентриков предковой формы, кариотип которой, вероятно, был более похож на кариотип собаки.